# 905

## Esdeveniments
- 10 de gener: Els exèrcits del califa entren a Fustat.[1] Els Abbàssides recuperen Egipte i Síria dels Tulunids. Un nou governador turc, Muhàmmad ibn Tughj al-Ikhxid, va ser nomenat el 935.
- 21 de juliol:[2]Berenger de Friuli fa presoner el rei Lluís III de Provença a Verona i li treuen els ulls abans de tornar-lo a Vienne. Lluís confia el govern dels seus Estats al seu cosí Hug d'Arle, anomenat duc i marquès de Provença.[3]
- Setembre[4] Imperi Romà d'Orient: després de tres matrimonis sense èxit, l'emperador Lleó VI té un fill, Constantí VII, de la seva quarta muller, Zoè Carbonopsina.
- Els búlgars ocupen Albània i Macedònia[5]
- Sanç I de Navarra és proclamat rei de Navarra (succeeix Fortuny Garcés).[6]

## Naixements
- Constantí VII, emperador romà d'Orient